# 가와노촌 (나가노현)
가와노촌(일본어: 河野村)은 [일본]] 나가노현 시모이나군에 있던 촌이다. 현재의 도요오카촌에 해당한다.

## 역사
- 1875년 1월 23일 - 지쿠마현 이나군 가와노촌이 성립하였다.
- 1876년 8월 21일 - 나가노현에 소속되었다.
- 1879년 1월 4일 - 군구정촌 편제법에 의해 시모이나군에 소속되었다.
- 1889년 4월 1일 - 정촌제 시행에 의해 가와노촌이 단독으로 자치체를 형성하였다.
- 1955년 4월 1일 - 구마시로촌과 합병해 도요오카촌이 성립하여, 동일 가와노촌은 폐지되었다.

## 참고문헌
- 角川日本地名大辞典 20 長野県